# Inmigración alemana en Argentina
La inmigración alemana en Argentina dio origen a los germano-argentinos (en alemán: Deutschargentinier), es decir, a los alemanes emigrados a Argentina y los argentinos de ascendencia alemana. Entre 1857 y 1945, llegaron más de 152.000 alemanes a Argentina, y entre 1933 y 1945 emigraron más de 40.000, unos 80.000 alemanes y austríacos llegaron a Argentina tras finalizar la Segunda Guerra Mundial. Históricamente, el término "alemán" se refiere a los alemanes étnicos, los cuales no sólo provinieron de Alemania, sino también de otros lugares como el Imperio austrohúngaro (actual Austria, Hungría: alemanes de Hungría), Rusia (alemanes del Volga), Ucrania (Alemanes del mar Negro), Suiza, Luxemburgo, la ex Checoslovaquia (alemanes de los Sudetes), la ex Yugoslavia (alemanes de Yugoslavia), los países bálticos (alemanes del Báltico) y otros lugares de Europa. Esto dio como resultado que la mayor parte de los alemanes ingresados a Argentina no fueran registrados como alemanes, sino como rusos, húngaros, etc. Por ejemplo, el zoólogo alemán Carlos Berg (registrado como ruso en Argentina), el arquitecto alemán Johannes Kronfuss (a quien la prensa de Argentina ha llamado varias veces húngaro pese a que su lengua materna era el alemán, se radicó en Alemania, tradujo su nombre de pila al alemán, tomó la ciudadanía alemana y obtuvo sus titulaciones académicas en Alemania antes de emigrar a Argentina, además de relacionarse siempre con la comunidad alemana radicada en su nuevo país) o el compositor alemán Francisco Kröpfl (registrado como rumano al ingresar a Argentina). Más del 7% de los argentinos tiene ascendencia germana, con gran predominancia de descendientes de alemanes del Volga (que en los registros suelen figurar como "rusos" debido a que ingresaban con documentos de Rusia). Esto quiere decir que hay más de 3.5 millones de argentinos con ascendencia alemana.

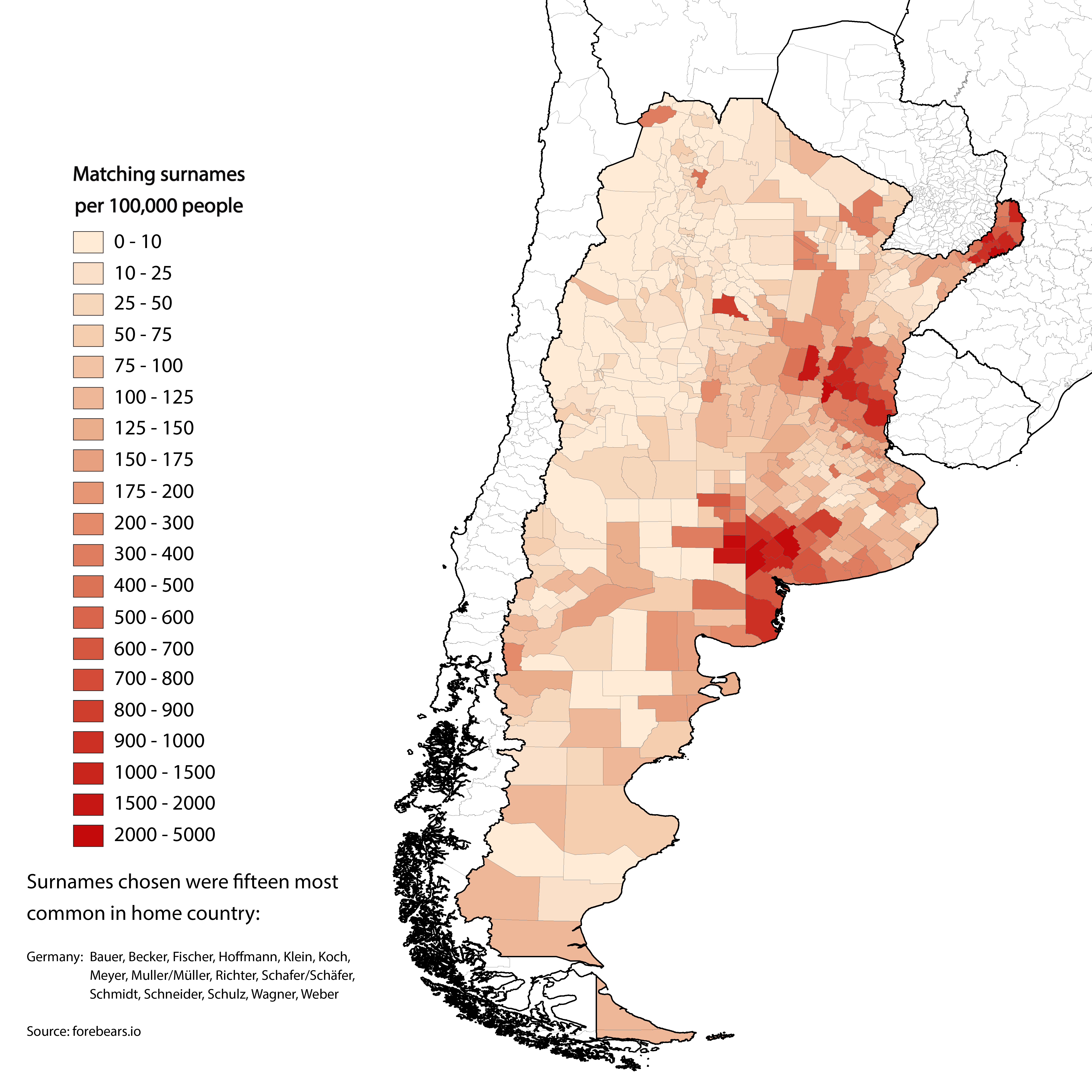
Argentinos con alguno de los 15 apellidos de origen alemán más comunes cada 100.000 habitantes por departamento o partido.

Sucede que en Europa, y especialmente entre la población germana, no era relevante el lugar de nacimiento, ya que se regían por el ius sanguinis o "derecho de sangre" (pudiendo existir así comunidades nacidas en Alemania que no fueran consideradas alemanas, mientras los alemanes étnicos nacidos fuera de las fronteras sí lo eran). En cambio, en los países de las Américas se implementó el ius soli o "derecho de suelo", definiendo la "nacionalidad" de acuerdo al lugar donde hubieran nacido (aunque en el fondo este sea un dato arbitrario o anecdótico, no vinculante con la etnia de una persona), como una estrategia para asimilar población de otras naciones (en países de inmigración). Entonces, cuando los inmigrantes llegaron, los empleados de migraciones interpretaron su identidad de acuerdo a criterios locales, pese a que los recién llegados no habían nacido en Argentina. En Rusia, por ejemplo, los conceptos de nacionalidad y ciudadanía también se mantuvieron bien diferenciados como en los países de habla alemana de entonces, no funcionado nunca como sinónimos. Es decir: la nacionalidad entendida en su sentido de pueblo o nación, una condición antropológica, sociológica y de psicología social, o sea, la conciencia de pertenecer a una nación y no a otra (condición que ningún Estado puede otorgar ni quitar, pues tiene carácter de extraterritorialidad y su existencia es incluso anterior al Estado en sí), mientras que la ciudadanía es la mera condición legal de pertenecer a un Estado o a otro. Así, en los documentos rusos, por ejemplo, alguien podía ser ciudadano ruso, pero de nacionalidad: alemana, o kirguisa, o calmuca. Se dan, asimismo, naciones que no tienen Estado (por ejemplo, los gitanos), lo que demuestra que los Estados no tienen real facultad para definir los alcances de una nación, sino solamente para otorgar o no una ciudadanía determinada. Actualmente, los Estados suelen estrechar los criterios para otorgar ciudadanías, pues de ellas se desprenden obligaciones y costos que en algún momento esos mismos Estados deberían tener que asumir. Esta situación implica que algunos miembros de una determinada nación puedan llegar a quedar fuera de la protección de su correspondiente Estado.
Algunos alemanes étnicos se asentaron previamente en Brasil y más tarde emigraron hacia Argentina en busca de un clima más benigno, tierras aptas para el cultivo de trigo o un entorno más afín. Su desembarco previo en dicho país sudamericano también hizo que algunos grupos de alemanes fueran registrados como brasileros.
Como se ve, si bien Alemania como entidad política fue fundada en 1871, el idioma alemán y la cultura han sido tradicionalmente más importantes que el país de origen, como base de la conciencia étnica y nacional de los alemanes. A pesar de eso, los alemanes hablan diferentes dialectos en diferentes regiones específicas como el frisón, pomeranio del Este, bajo prusiano, suabo, plautdietsch, hunsrückisch, alemán del Volga y otros. Actualmente, los descendientes de alemanes constituyen el cuarto grupo étnico más grande de Argentina con más de 2 millones de descendientes de alemanes del Volga solamente, es decir, el 8% de la población argentina sólo contando a descendientes de alemanes del Volga, sin incluir los descendientes de otros grupos de alemanes étnicos y del resto de las comunidades germanas del país, ya que la mayor parte de los alemanes étnicos fueron registrados con otras nacionalidades. Entonces, si se contara la ascendencia completa y parcial de esta etnia, el porcentaje aumentaría más del doble.
Los científicos alemanes hicieron grandes contribuciones en los procesos de fundación y desarrollo de las universidades argentinas y muchas escuelas alemanas se hicieron un lugar en el país. También tuvo lugar la creación de periódicos en idioma alemán como el Argentinisches Tageblatt, que significa el "diario argentino" y continúa en circulación hasta nuestros días. Asimismo, durante su período de acrecentamiento en el siglo XX, el ejército argentino reclutó un gran número de científicos y técnicos alemanes para el desarrollo de sus industrias. Hoy en día, los germano-argentinos desarrollan las más diversas profesiones. Muchos empresarios y profesionales alemanes creen que Argentina fue industrializada y que podrían estrecharse mayores lazos a través de la tecnología avanzada alemana.

## Historia

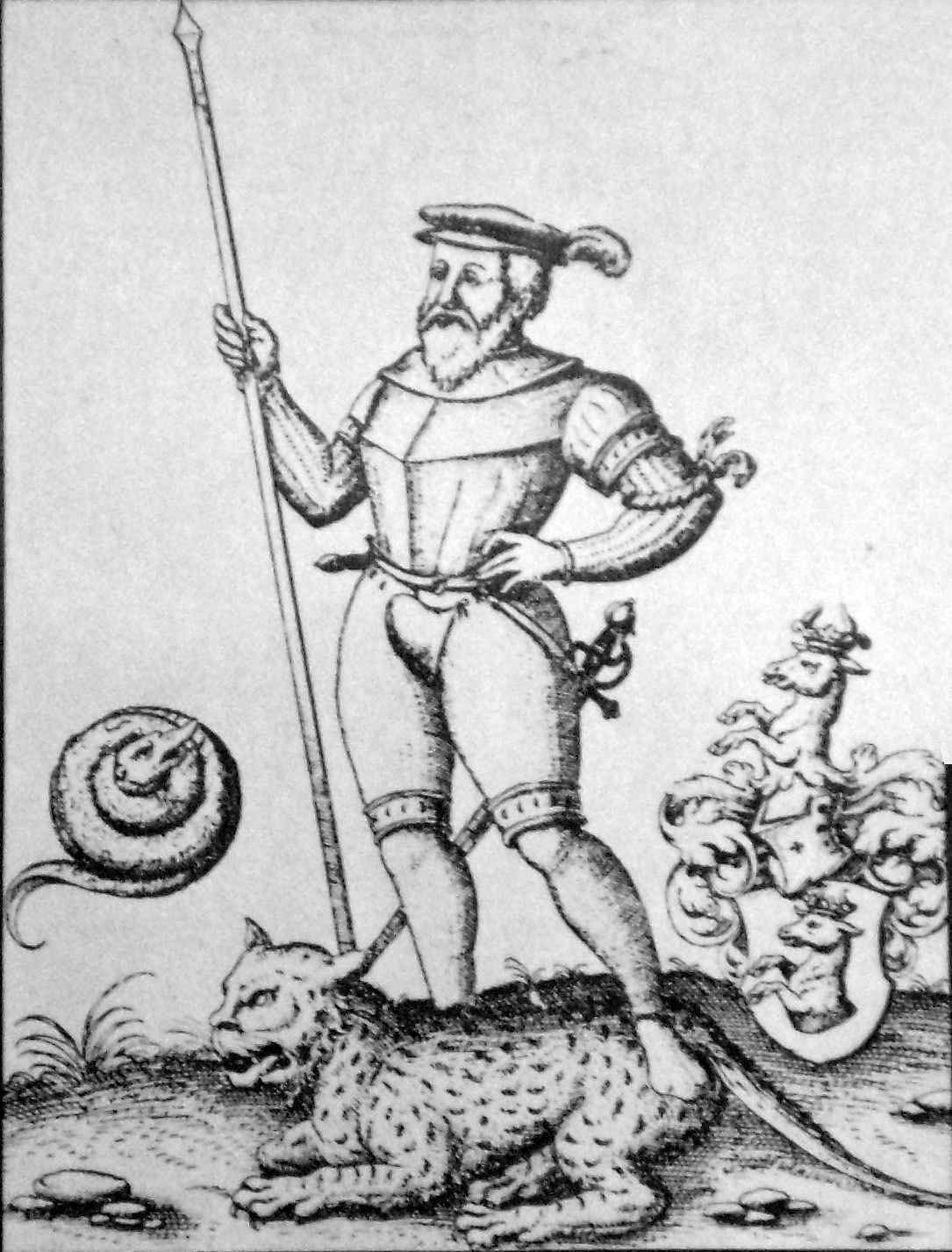
Ulrich Schmidl, el primer alemán en el Río de la Plata. Grabado de la edición por Levinus Hulsius de la Verídica descripción, 1599

La inmigración alemana a la Argentina tuvo lugar durante 5 períodos principales: antes de 1870, de 1870 a 1914, de 1918 a 1933, de 1933 a 1940 y posteriormente a 1945. 

### Anterior a 1870
El primer alemán en el Río de la Plata fue Ulrico Schmidl, mercenario, soldado, viajero y cronista famoso por la publicación en 1567 de su Verídica descripción, relato de su participación en la conquista y colonización de la cuenca del río Paraná a lo largo de veinte años.
La baja densidad poblacional que registraba el territorio argentino al momento de la independencia (1810-1816) impulsó un proyecto de desarrollo socioeconómico que consideraba a la inmigración como uno de sus fundamentos esenciales. 
El 26 de septiembre de 1826, por decreto de Rivadavia, se crea la colonia Chorroarín, ubicada en la Chacarita de los Colegiales, sitio donde en 1887 se ubicaría el cementerio del Oeste o de la Chacarita. En ella se entregaron tierras el 11 de mayo de 1827, siguiendo el modelo de Enfiteusis, a alemanes arribados un año antes en el velero Kumbang Jattie, procedentes de la región de Maguncia bajo contrato firmado por Carlos Heine y el Gobierno de Rivadavia. El experimento fue un fracaso y todos los colonos se habían dispersado para 1830. La principal causa por la cual el pueblo no pudo formarse fue que se llegó al convencimiento de que la mayor parte de los solares que iban a formar el pueblo ya estaban ocupados por arrendatarios.
En 1853 ese proyecto tomaría cuerpo en la Constitución nacional, como un mandato terminante a los gobiernos de fomentar la inmigración europea para poblar el país.
Para 1855, según el censo de la ciudad de Buenos Aires realizado el 17 de octubre de aquel año, había en dicha ciudad unos 655 alemanes, 144 hamburgueses y 34 prusianos. Mas de las mitad de aquellos eran miembros de la Congregación Evangélica Alemana de Buenos Aires, fundada en marzo de 1842, según registros propios de la Congregación en 1854.
Hasta 1870 la inmigración alemana en la Argentina fue en general baja y fue creciendo con el tiempo.

### De 1870 a 1914

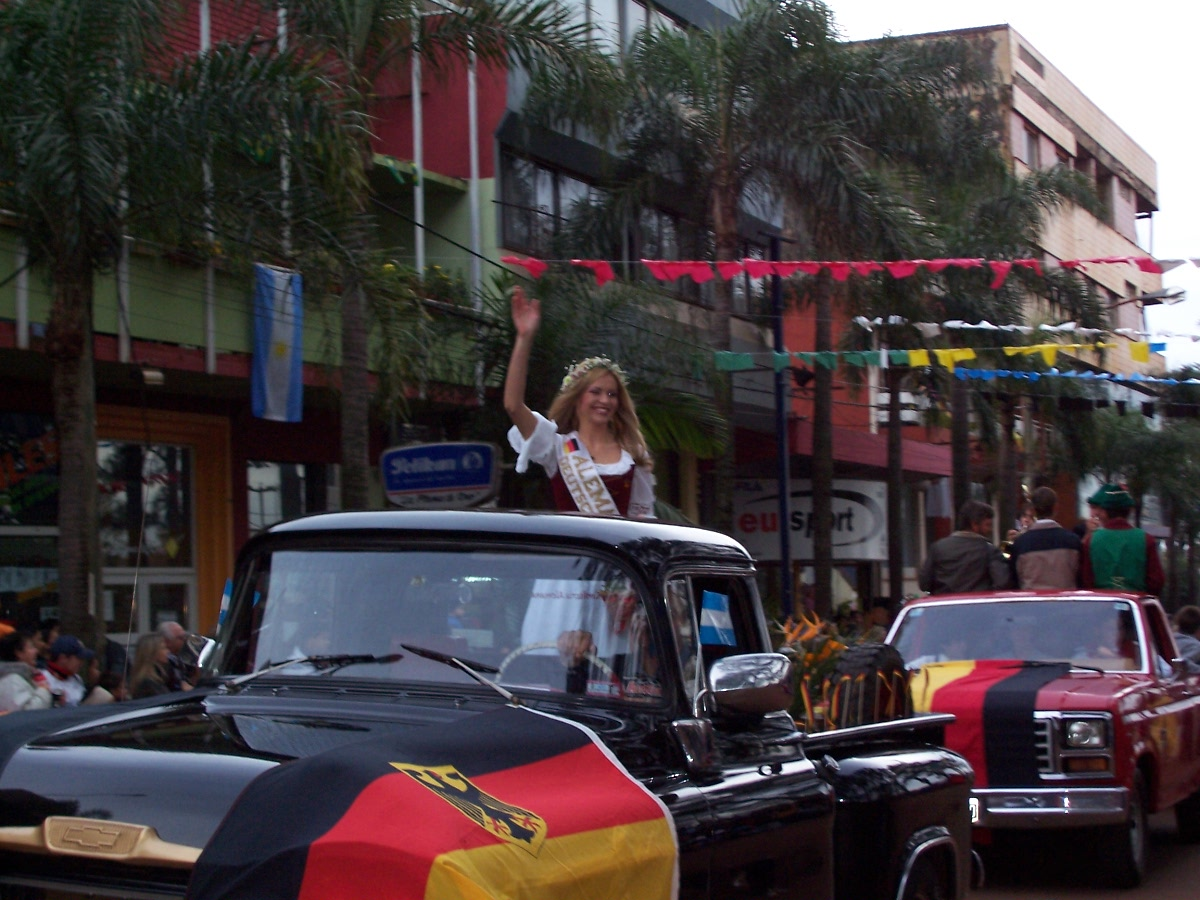
Reina de la colectividad alemana electa en la Fiesta Nacional del Inmigrante de 2005 en Oberá, Misiones

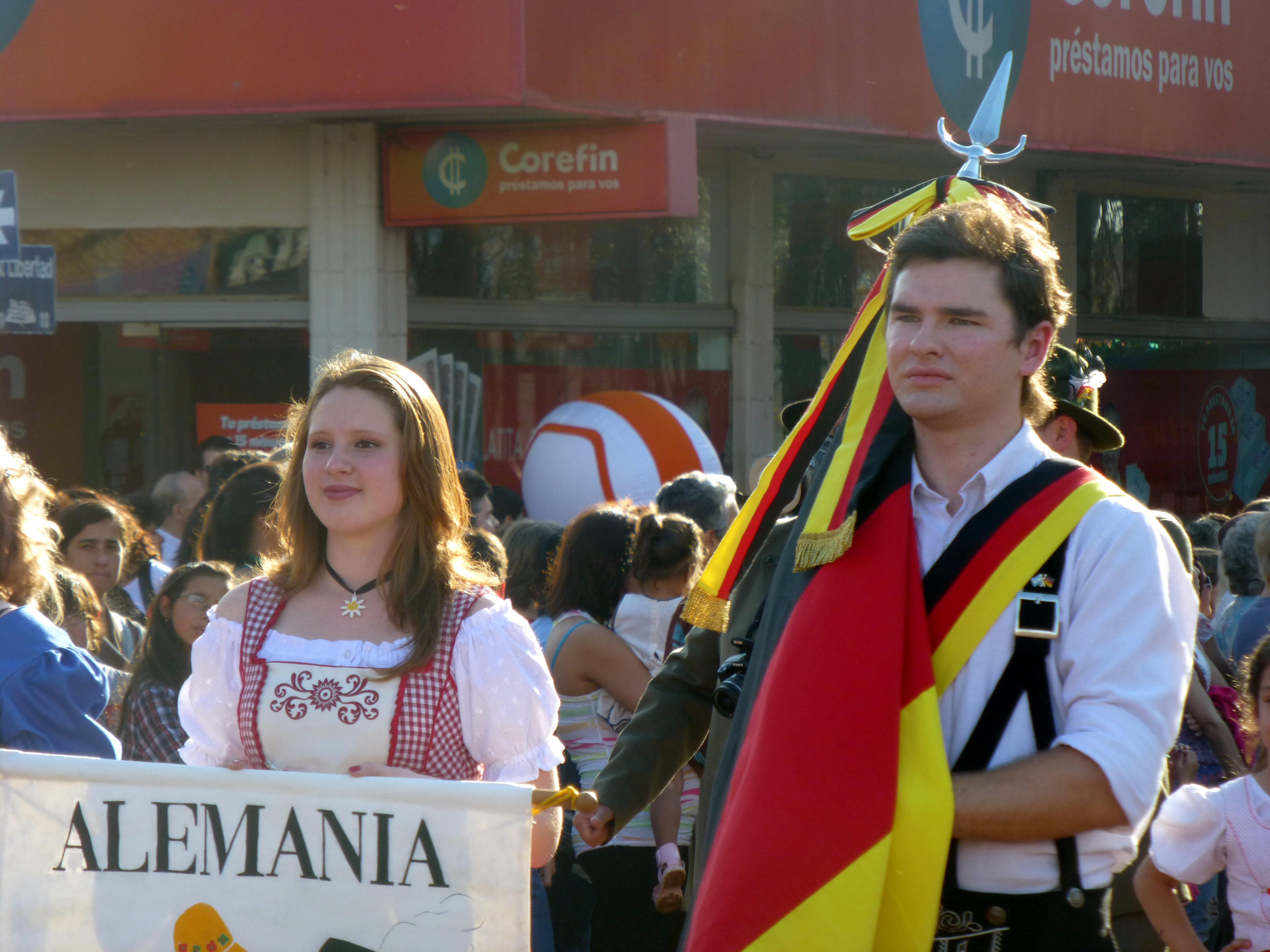
Colectividad alemana durante el desfile de inauguración de la XXXIV Fiesta Nacional del Inmigrante en Oberá

Durante el segundo período, desde 1870 hasta 1914, la Argentina experimentó un gran auge de la inmigración debido a la expansión económica y a la producción de trigo y carne vacuna de las pampas. En este marco de tiempo, se desarrollaron varias instituciones, que a menudo son examinadas en los estudios académicos, como los periódicos, las escuelas y clubes sociales. A pesar de todo, una vez en la Argentina, los inmigrantes alemanes desarrollaron una nueva identidad germánica argentina. Un ejemplo de ello puede encontrarse en los estudios del Argentinisches Tageblatt, periódico fundado por un inmigrante suizo, pero que en la década de 1930 se convirtió en el principal foro de los alemanes contrarios a la Alemania nazi de la Argentina, y de los exiliados del Reich. En este período se dio también la llegada de los alemanes del Volga al país, un pueblo de agricultores que emigró en masa para establecerse en el interior de las provincias.

### De 1918 a 1933
Durante el tercer período, después de una pausa durante la Primera Guerra Mundial, la inmigración a Argentina otra vez continuó y los voceros alemanes vinieron en sus números más grandes. Esto puede ser atribuido a un aumento de las restricciones de inmigración en los Estados Unidos y Brasil, así como a las condiciones declinantes en la post Primera Guerra Mundial en Europa. Este período es de interés particular porque mientras los grupos más viejos de germanoparlantes comenzaban a sentir la crisis cultural debido a las políticas de asimilación del estado argentino, las nuevas llegadas dieron una nueva vida a instituciones culturales alemanas, como el periódico ya mencionado, y se crearon nuevos. Entre 1905 y 1933, el número de escuelas alemanas se elevó de 59 a 176. La Primera Guerra Mundial puso a la comunidad alemana ante el dilema de tener que defender a su país de origen y enfrentarse a la población argentina y la mayoría de las comunidades inmigrantes que cuestionaba el comportamiento de Alemania en la guerra.

### De 1933 a 1945
Durante el cuarto período, desde 1933 a 1940, la Argentina experimentó otro aumento de la inmigración germanoparlante, la mayoría de los cuales fueron exiliados del régimen alemán. En total unos 45.000 alemanes llegaron en este momento, eran mano de obra calificada y, a diferencia de los alemanes del Volga, se establecieron en Buenos Aires. De 1933 a 1945, los alemanes componen el 28% del total de la inmigración a la Argentina (contando sólo a ciudadanos alemanes, sin incluir a los alemanes étnicos, que fueron registrados bajo otras nacionalidades). 
El 26 de enero de 1944 Argentina rompió las relaciones diplomáticas con Alemania, declarándole la guerra. Muchos colegios e instituciones alemanas del país fueron confiscados y cerrados, lo que marcó un gran punto de inflexión.

### Posterior a 1945
La quinta y última categoría de la inmigración alemana hacia Argentina implica el período siguiente a la Segunda Guerra Mundial. En dicho período, el país recibió tanto a grupos contrarios al nazismo como a simpatizantes del mismo. Se estima que alrededor de 12 mil simpatizantes del nazismo habrían emigrado al país después de la Segunda Guerra Mundial, número que representa poco menos de un cuarto de los 45 mil inmigrantes judíos recibidos por Argentina alrededor de los mismos años.
Actualmente, los casos de nuevos inmigrantes alemanes son excepcionales y los conceptos de aculturación lingüística y cultural y la persistencia no se abordan de la misma manera. Estos grupos ya no se congregan al llegar y participan abiertamente de la cultura de masas. Además, a causa de la germanofobia posterior a la Segunda Guerra Mundial, el proceso de asimilación se llevó a cabo mucho más rápidamente. Generalmente, los alemanes que hoy ingresan al país lo hacen por tiempo limitado, ya sea para desempeñar un cargo determinado o como estudiantes que han elegido vivir una experiencia de intercambio cultural.

## Cifras migratorias de 1919 a 1932
A continuación se detalla una tabla con los distintos períodos anuales de inmigración alemana en Argentina (sólo contempla a los llegados desde Alemania, una minoría dentro de la comunidad germana del país).

Porcentaje de inmigrantes nacidos en el Imperio Alemán empadronados en el gercer censo de la República Argentina, llevado a cabo en 1914

| Inmigración alemana anual en Argentina de 1919 a 1932 | Inmigración alemana anual en Argentina de 1919 a 1932 | Inmigración alemana anual en Argentina de 1919 a 1932 | Inmigración alemana anual en Argentina de 1919 a 1932 | Inmigración alemana anual en Argentina de 1919 a 1932 |
| Año                                                   | Inmigrantes alemanes                                  | Total de inmigrantes                                  | % inmigrantes alemanes                                |                                                       |
| ----------------------------------------------------- | ----------------------------------------------------- | ----------------------------------------------------- | ----------------------------------------------------- | ----------------------------------------------------- |
| 1919                                                  | 1.992                                                 | 41.299                                                | 4,8%                                                  |                                                       |
| 1920                                                  | 4.798                                                 | 87.032                                                | 5,5%                                                  |                                                       |
| 1921                                                  | 4.113                                                 | 98.086                                                | 4,2%                                                  |                                                       |
| 1922                                                  | 6.514                                                 | 129.263                                               | 5%                                                    |                                                       |
| 1923                                                  | 10.138                                                | 195.063                                               | 5,2%                                                  |                                                       |
| 1924                                                  | 10.238                                                | 159.939                                               | 6,4%                                                  |                                                       |
| 1925                                                  | 4.933                                                 | 125.366                                               | 2,9%                                                  |                                                       |
| 1926                                                  | 5.112                                                 | 135.011                                               | 3,8%                                                  |                                                       |
| 1927                                                  | 5.165                                                 | 161.548                                               | 3,4%                                                  |                                                       |
| 1928                                                  | 4.165                                                 | 129.047                                               | 3,2%                                                  |                                                       |
| 1929                                                  | 4.581                                                 | 140.086                                               | 3,3%                                                  |                                                       |
| 1930                                                  | 5.171                                                 | 135.403                                               | 3,8%                                                  |                                                       |
| 1931                                                  | 3.045                                                 | 64.922                                                | 4,7%                                                  |                                                       |
| 1932                                                  | 2.089                                                 | 37.626                                                | 5,5%                                                  |                                                       |
| Total                                                 | 72.054                                                | 1.639.691                                             | 4,4%                                                  |                                                       |

## Distribución territorial

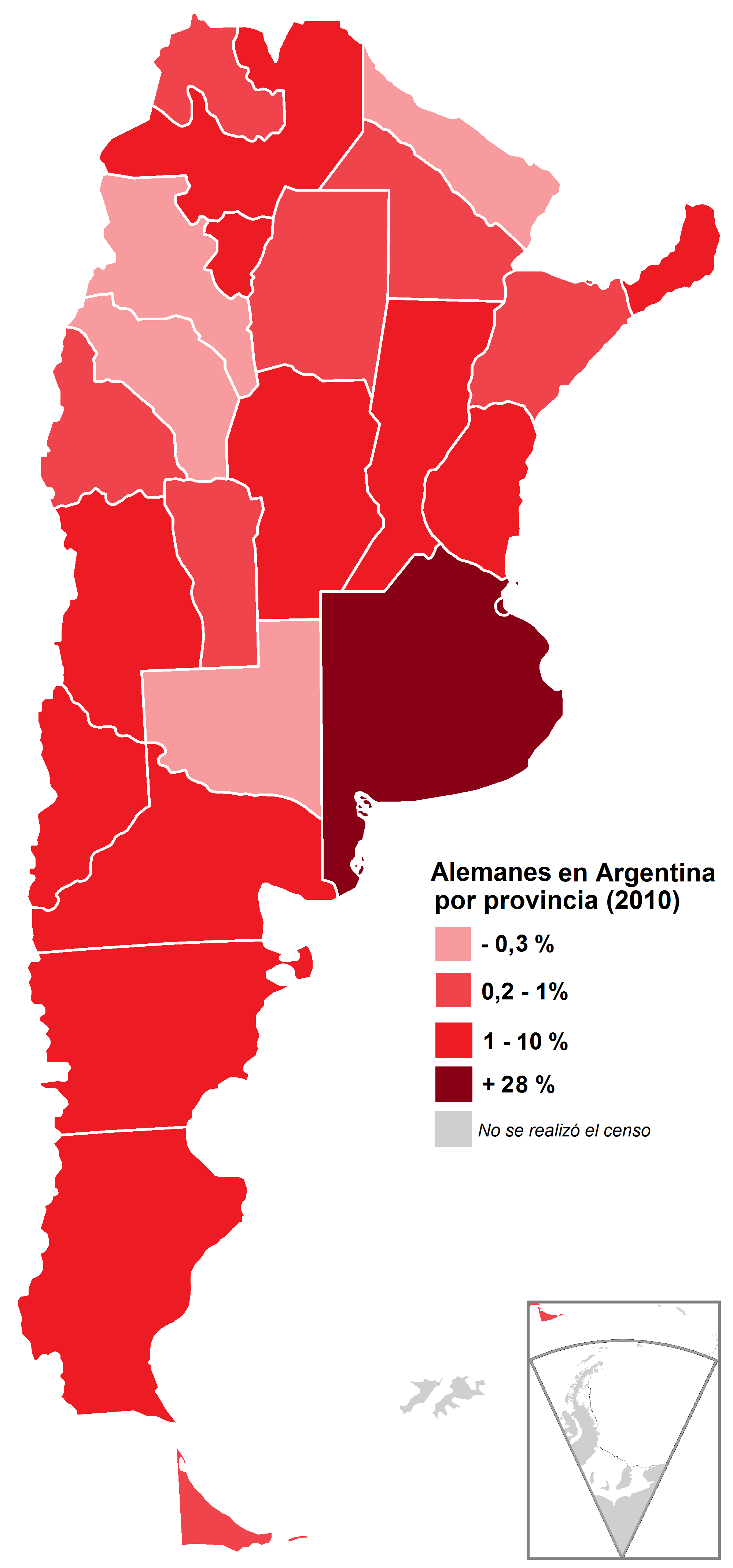
Porcentaje de ciudadanos alemanes en Argentina por provincia según el censo 2010 (Esto no incluye a los argentinos descendientes de alemanes).

Hoy se estima que un 35% de la población de la provincia de Entre Ríos cuenta con antepasados volguenses. Hay 2 millones y medio de descendientes de alemanes del Volga que viven en Argentina y que representan más del 4% de la población.
El censo argentino de 2010 registró 8.416 personas nacidas en Alemania. La siguiente tabla muestra la distribución en las 23 provincias y la ciudad autónoma de Buenos Aires:
| Rango | Provincia              | Nacidos en Alemania | Porcentaje |
| ----- | ---------------------- | ------------------- | ---------- |
| 1     | Buenos Aires           | 3.325               | 39,50 %    |
| 2     | Ciudad de Buenos Aires | 2.321               | 28,00 %    |
| 3     | Córdoba                | 713                 | 8,47 %     |
| 4     | Misiones               | 325                 | 3,86 %     |
| 5     | Río Negro              | 259                 | 3,07 %     |
| 6     | Santa Fe               | 255                 | 3,03 %     |
| 7     | Mendoza                | 188                 | 2,23 %     |
| 8     | Salta                  | 163                 | 1,94 %     |
| 9     | Entre Ríos             | 119                 | 1,41 %     |
| 10    | Santa Cruz             | 97                  | 1,15 %     |
| 11    | Tucumán                | 90                  | 1,07 %     |
| 12    | Chubut                 | 89                  | 1,05 %     |
|       | Neuquén                | 89                  | 1,05 %     |
| 14    | Santiago del Estero    | 62                  | 0,74 %     |
| 15    | Tierra del Fuego       | 53                  | 0,63 %     |
| 16    | Chaco                  | 49                  | 0,58 %     |
| 17    | San Juan               | 45                  | 0,53 %     |
| 18    | Jujuy                  | 41                  | 0,48 %     |
| 19    | San Luis               | 40                  | 0,47 %     |
| 20    | Corrientes             | 34                  | 0,40 %     |
| 21    | Catamarca              | 19                  | 0,23 %     |
| 22    | Formosa                | 15                  | 0,19 %     |
|       | La Pampa               | 15                  | 0,19 %     |
| 24    | La Rioja               | 10                  | 0,11 %     |
| TOTAL | Argentina              | 8.416               | 100 %      |

## Sexo y grupos de edad

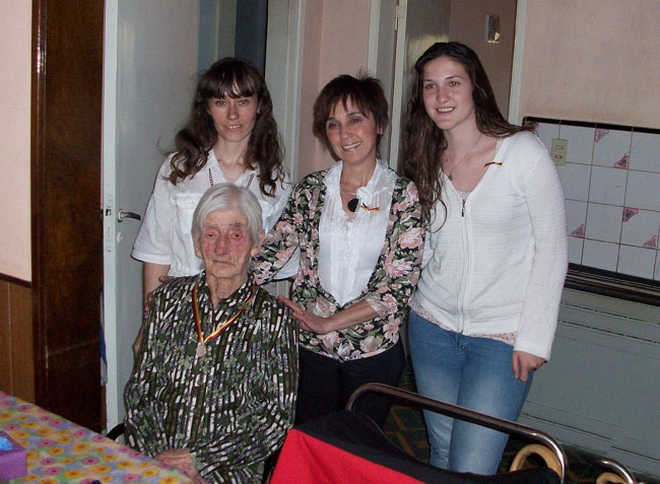
Argentina descendiente de alemanes de Besarabia

Según el censo argentino de 2010, del total de 8.416 personas nacidas en Alemania, 3.889 son hombres y 4.527 mujeres. Del total de hombres, 293 tienen entre 0 y 14 años, 2.082 entre 15 y 64, y 1.514 son mayores de 65 años de edad. Del total de mujeres, 272 tienen entre 0 y 14 años, 2.070 entre 15 y 64, y 2.185 son mayores de 65 años de edad.

## Inmigración alemana del Volga en la Argentina
Catalina II de Rusia (ella misma una alemana de Rusia, nacida en Stettin, ahora Szczecin en Polonia) hizo una proclamación abierta de inmigración para alemanes cristianos que desearan vivir en el Imperio ruso, con fecha 22 de julio de 1763. Esto marcó el comienzo de una mayor presencia de alemanes en el Imperio. Casi inmediatamente después se fundaron varias colonias en la parte baja del río.
La inmigración alemana fue motivada en parte por la intolerancia religiosa y la guerra en Europa Central, así como por difíciles condiciones económicas. La declaración de Catalina II liberaba a los inmigrantes alemanes de prestar el servicio militar en Rusia (impuesto por nativos rusos) y de la mayoría de los impuestos. Se colocaba a los recién llegados fuera de la jerarquía feudal de Rusia y se les concedía una considerable autonomía interna. Por aquel entonces, emigrar a Rusia daba a la mayoría de ellos los derechos políticos que no podían ejercer en su propia tierra debido al despotismo del resto de Europa. 
Sin embargo, con el tiempo los privilegios prometidos por Catalina II caducaron y eso provocó que fuertes contingentes de alemanes del Volga decidieran emigrar hacia América. Lo hicieron hacia Canadá, Estados Unidos, Brasil y Argentina y, en el caso de este último, fundando colonias agrícolas en el interior de las provincias, muchas de las cuales subsisten en la actualidad.
La mayor parte de la población de la ciudad de Crespo en la provincia de Entre Ríos, de Coronel Suárez en la provincia de Buenos Aires, y de Juan José Castelli en la provincia del Chaco está compuesta por descendientes de alemanes del Volga.
Al día de hoy, dentro del gran grupo de germano argentinos, los descendientes de alemanes del Volga componen la mayor parte,  y contrario a lo que ocurrió en los comienzos de la inmigración alemana, no residen en Buenos Aires sino en el interior de la Argentina, cerca de los centros de colonización.

## Vínculos históricos entre Argentina y Alemania
Argentina y Alemania tenían estrechos vínculos desde la inmigración de alemanes a la Argentina. Con un floreciente comercio desarrollado entre Alemania y Argentina ya en la Unificación alemana, Alemania tenía una posición privilegiada en la economía argentina. Más tarde, la Argentina mantuvo una fuerte relación económica con Alemania y Gran Bretaña y con el apoyo de los suministros durante la Primera Guerra Mundial.
La relación militar entre Argentina y Prusia a menudo se ha subrayado, y no cabe duda de que la simpatía por Alemania desde el Estado Mayor Conjunto de las Fuerzas Armadas de Argentina contribuyó a establecer la política de neutralidad durante la Primera Guerra Mundial y la mayor parte de la Segunda.
El 26 de enero de 1944 Argentina rompió las relaciones diplomáticas con Alemania, declarándole la guerra. Si bien puede que este hecho no haya sido trascendental fuera del país, sí tuvo grandes consecuencias para la comunidad alemana residente en la Argentina. Muchos colegios e instituciones alemanas del país fueron confiscados y cerrados por la fuerza, y todo su material fue incautado y jamás devuelto, lo que marcó un gran punto de inflexión. Los soldados alemanes también fueron tomados como prisioneros por Argentina, sin permitírseles regresar a su país. Por ejemplo, los tripulantes del Admiral Graf Spee. Y una vez terminada la guerra, fueron entregados por Argentina a las fuerzas vencedoras.
Pese a la opresión que sufrió la comunidad alemana a causa de eso, la cual estaba en Argentina desde el siglo anterior y nada tenía que ver con el nazismo, tras la Segunda Guerra Mundial, el gobierno de Juan Perón participó en la creación y facilitación de las vías de evacuación secreta de criminales de guerra hacia América del Sur (denominado ODESSA). Ex oficiales nazis emigraron a la Argentina, a fin de evitar su enjuiciamiento. Algunos de ellos vivían en la Argentina con sus nombres reales, mientras que otros se dieron identidades falsas. Algunos de los criminales más conocidos descubiertos en el país son: Adolf Eichmann, Josef Mengele, Aribert Heim y Eduard Roschmann, entre otros. No obstante, la política de refugiar nazis también ha sido común a otros países, como Estados Unidos y la Unión Soviética. De hecho, un informe del Departamento de Justicia de los Estados Unidos ha revelado que los servicios de inteligencia de ese país norteamericano (CIA) dieron refugio seguro a una gran cantidad de jerarcas y oficiales nazis, a quienes incluso contrataron para que desarrollasen tareas secretas. El gobierno de los Estados Unidos ha pagado millones de dólares en jubilaciones a decenas de jerarcas nazis, aun después de hacerlos abandonar el país.

## Aporte alemán a la cultura argentina

### Ciencias (Inmigración de científicos alemanes hacia Argentina)

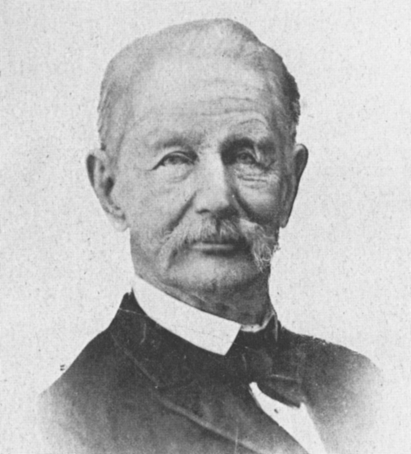
Hermann Burmeister, naturalista, paleontólogo y zoólogo alemán, fundador de la Academia de Ciencias Naturales de Córdoba, entre otras

Argentina se vio beneficiada por la llegada de una gran ola de inmigrantes alemanes profesionales, en su gran mayoría dedicados a la ciencia. Los científicos alemanes influyeron ampliamente en la educación argentina. Lo hicieron fundando centros de estudio, ocupando cargos en universidades, y estudiando desde la Argentina para provecho de su nuevo país. Algunos de ellos fueron Carlos Berg, Guillermo Bodenbender, Germán Ave-Lallemand, Osvaldo Boelcke, Emilio Hernan Bose, Luis Brackebusch, Rafael Bullrich, Arturo Eduardo Burkart, Hermann Burmeister, Claro Cornelio Dassen, Adolfo Döring, Oscar Döring, Emilio Frers, Julián Frers, Silvio Gesell, Franz Stephan Griese, Pablo Groeber, Juan Hartmann, Eduardo Ladislao Holmberg, Kurt Hueck, Christofredo Jakob, Juan Keidel, Roberto Kiesling, Alejandro Korn, Otto Krause, Franz Kühn, Oscar Kühnemann, Federico Kurtz, Rodolfo Kusch, Pablo G. Lorentz, Rolf Mantel, Ernesto Mayer, Wolfgang Meckbach (profesor fundador del Instituto Balseiro), Teodore Meyer, Fernando Moog, Gustavo Niederlein, Anastasius Nordenholz, Carlos Nordmann, Raúl Prebisch, Carlos Segers, Werner Schad, Friedrich Schickendantz, Walter Schiller, Otto Schneider, Augusto Gustavo Schulz, Hans Schumacher, Felipe Schwarz, Marta Teodora Schwarz, Carlos Segers, Rodrigo Bustus Singer, Rolf Singer, Otto Solbrig, Baldomero Sommer, Alfred Stelzner, Adolph Strümpell, Teodoro Juan Vicente Stuckert, Kurt Tank, Max Tepp, Otto von Arnim, Arturo von Seelstrang, Guillermo Wallbrecher, Felix Weil Ricardo Wichmann, Anselmo Windhausen y Kurt Wölcken, entre otros.

### Arquitectura

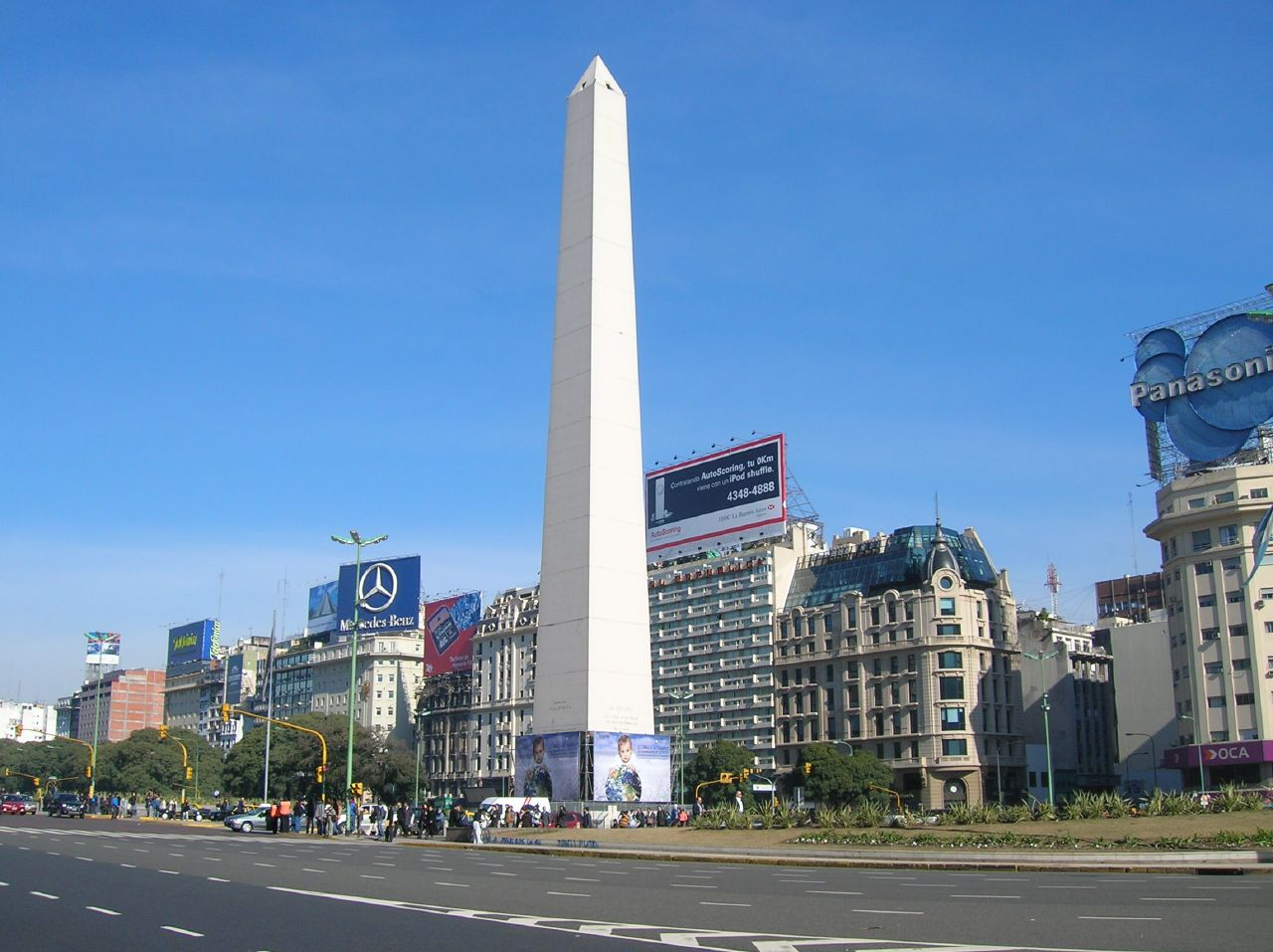
El Obelisco de la ciudad de Buenos Aires fue diseñado por el arquitecto Alberto Prebisch, un argentino descendiente de alemanes, y su construcción estuvo a cargo de la empresa alemana G.E.O.P.E- Siemens Bauunion - Grün & Bilfinger

Los primeros arquitectos alemanes en la Argentina fueron jesuitas que se establecieron en el siglo XVIII. Por ejemplo, la iglesia más antigua que se conserva en Buenos Aires, la Iglesia de San Ignacio, fue construida por un alemán (Juan Krauss (1664-1714), que llegó en 1697). Y a ellos le siguieron un montón de ingenieros y arquitectos alemanes que llevaron a cabo muchísimas obras públicas, puertos, puentes, templos, colegios, etc hasta fechas más recientes a lo largo y a lo ancho de la Argentina.

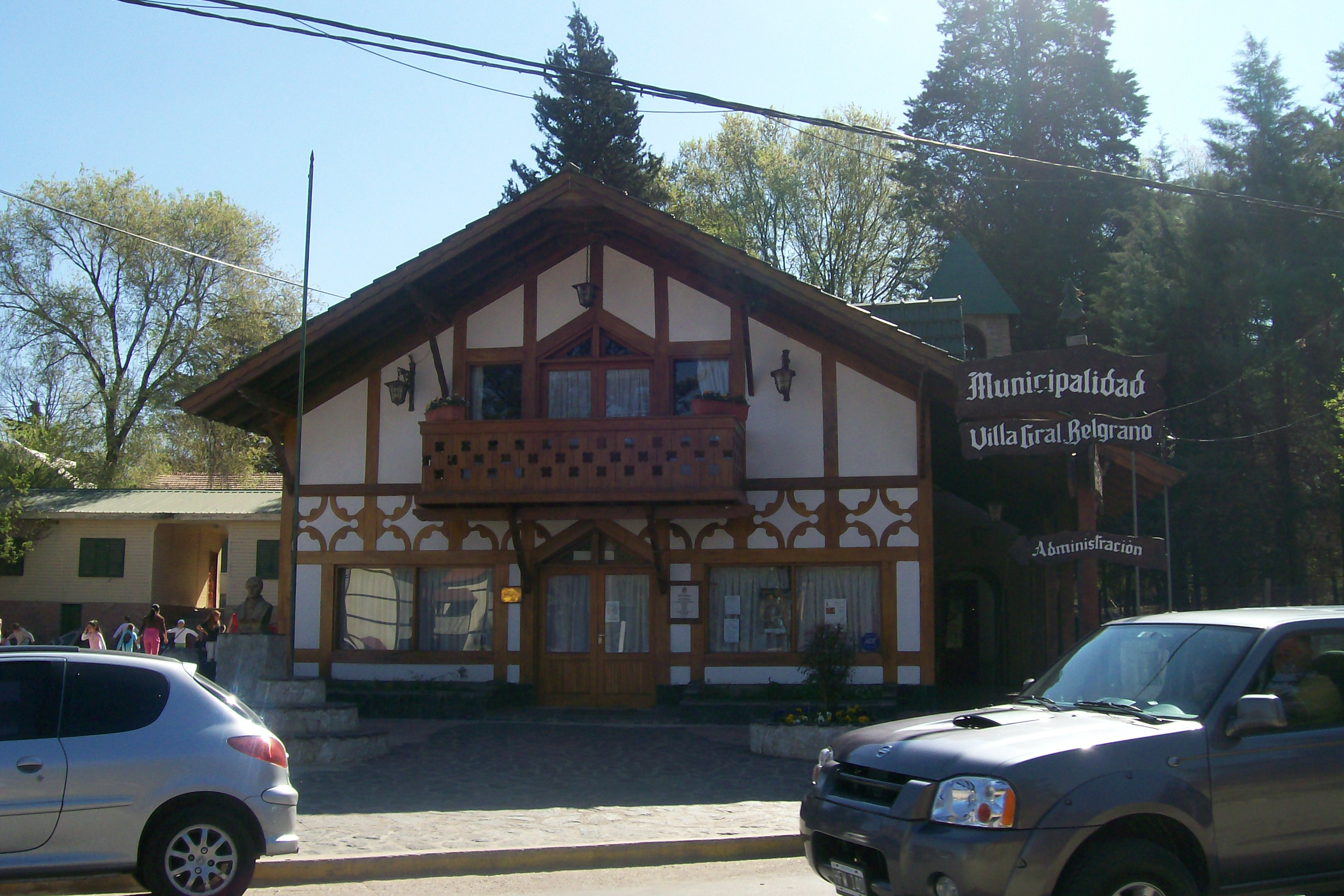
Municipalidad de Villa General Belgrano, Córdoba.

El antiguo Hospital de Clínicas José de San Martín de la Universidad de Buenos Aires (1879-1881) fue diseñado por un alemán (Felipe Schwarz), el plano y trazado de la ciudad de La Plata fue realizado por un alemán (Carlos Glade, 1882). La Legislatura de La Plata (1882) fue diseñada por Gustav Heine y Georg Hägemann (arquitectos en Hannover), para la gestión del sitio, enviaron a Carlos Nordmann a Argentina. La municipalidad de la misma ciudad fue diseñada por Uberto Stier (arquitecto en Hannover). El Mercado de Frutos de Avellaneda (152.000 metros cuadrados), el mayor wool-stock del mundo, fue construido por el alemán Fernando Moog, el mismo que más tarde también diseñó el Teatro Odeón.
La fachada de la Iglesia de San Francisco de Buenos Aires fue remodelada (1911) por Ernesto Sackmann, el edificio Lahusen de Buenos Aires (paseo Colón esq. Moreno) fue proyectado por el mismo. El antiguo Teatro Coliseo fue diseñado por Carlos Nordmann y Ernesto Meyer. El edificio de Mitau y Gretter (Cangallo 838, Bs As), la casa de Rogelio Yrutia (Arcos y O'Higgins, Bs As) y el antiguo Club Alemán, hoy Círculo Aeronáutico (Av Córdoba, Bs As) fueron construidos por Hans Schmitt. El edificio Villalonga (Balcarce y Moreno, Bs As), y el Marriott Plaza Hotel (1909) fueron proyectados por Alfred Zucker (1852-1913). El actual Hotel Moreno fue construido por Juan Kronfuss. El Primer presidente de la Sociedad de Arquitectos fue Ernesto Bunge, el mismo que proyectó la Penitenciaría Nacional (1870), la capilla de Santa Felicitas, la Escuela Normal de Maestras, y el Hospital de Niños de Buenos Aires. Carlos Altgelt estudió en Alemania y en 1883 diseñó el edificio de la Dirección General de Escuelas de La Plata, proyectó la escuela Petronila Rodríguez (hoy Ministerio de Educación) y muchos otros edificios, incluyendo la sede de la agrupación socialista Verein Vortwärts, hoy demolida. 
El Palacio de Justicia de La Plata fue proyectado por Adolfo Büttner, el Museo Provincial de Bellas Artes Emilio Caraffa de Córdoba fue construido por Juan Kronfuss y las instalaciones militares de Campo de Mayo fueron construidas por la compañía Siemens Bauunion, al igual que el edificio de Teléfonos del Estado (Corrientes y Maipú, Bs As). El Pasaje Siemens, con salida a la avenida de Mayo, es un diseño de Hans Hertlein, mientras que el Subte "A" (1913), la Galería General Güemes (1915), el Correo Central (1915), el frigorífico Armour La Plata (1916), el Colegio Nacional de Buenos Aires (1918 en adelante), la Escuela Superior de Comercio Carlos Pellegrini, la usina CADE Puerto Nuevo (1925) y el obelisco de Buenos Aires (1936) son obras de la empresa alemana GEOPÉ, que tenía como director al alemán Juan Hartmann.

### Gastronomía

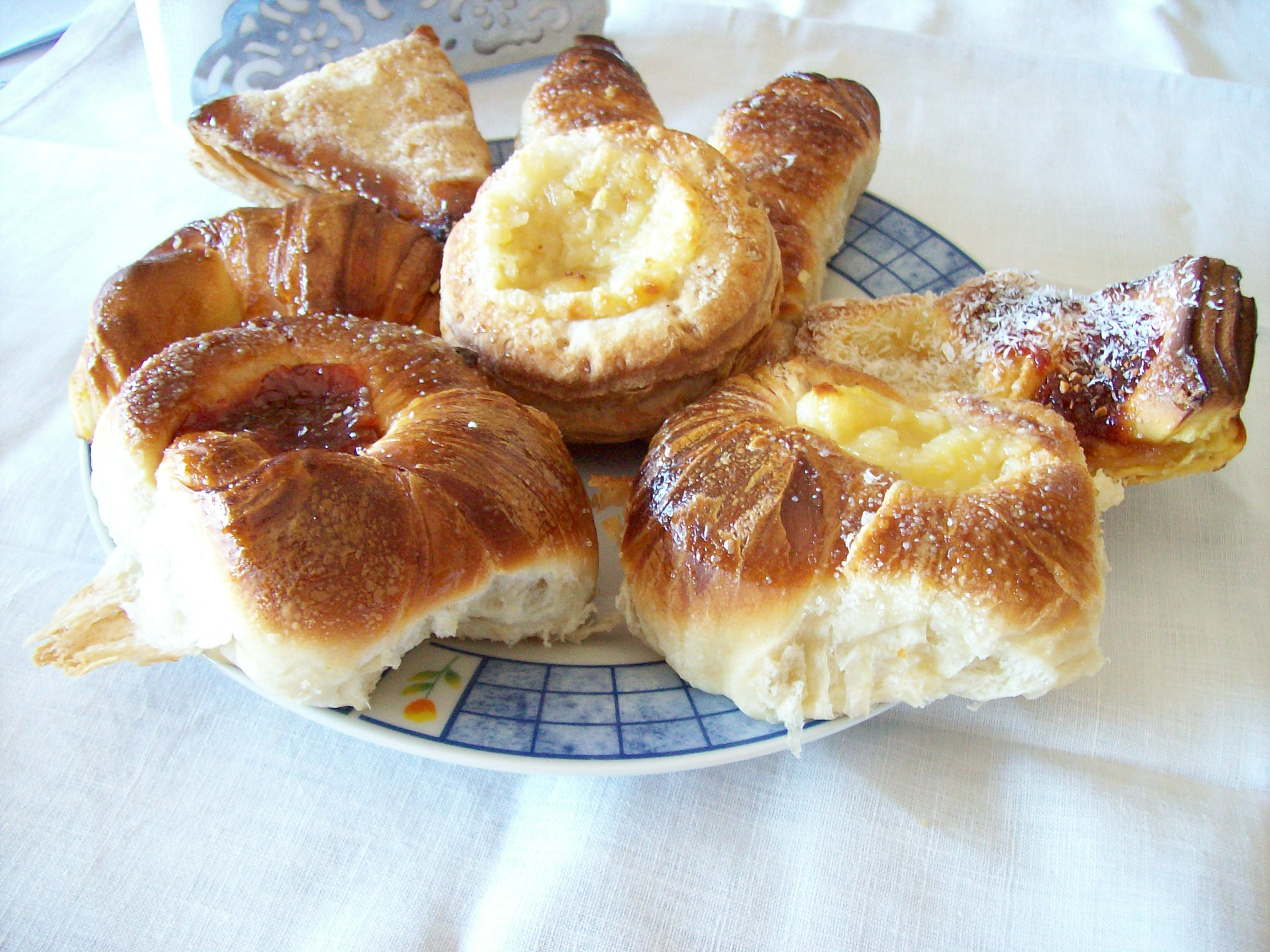
Un plato con facturas, pastel típico de Argentina introducido por los colonos alemanes.

La influencia de la cultura alemana también ha tenido repercusiones en la cocina argentina. Esta tendencia es especialmente evidente en el campo de los postres. Los pasteles conocido como facturas son de origen germánico. Las croissants, llamadas medialunas (del alemán "Halbmond"), son de las más populares, y pueden encontrarse dos variedades: a base de manteca y a base de grasa vacuna de pella. También de origen alemán son los Berliner conocidos en el país como berlinesas y también como bolas de fraile, y los arrollados llamados piononos. Las facturas fueron rebautizadas con nombres locales, dada la difícil fonología de la lengua alemana, y por lo general asimiladas al gusto argentino mediante la adición de dulce de leche. Ese es también el caso del "Kräppel", que se llama "torta frita" en la Argentina, y fue introducido por inmigrantes alemanes del Volga, como así también la torta "Achtzig Schlag", que se traduce como Torta Ochenta Golpes en el país. Además, platos como el chucrut ("sauerkraut") y muchos tipos diferentes de embutidos, como el Bratwurst entre otros, marcan la influencia alemana en la cocina argentina.

### Festividades

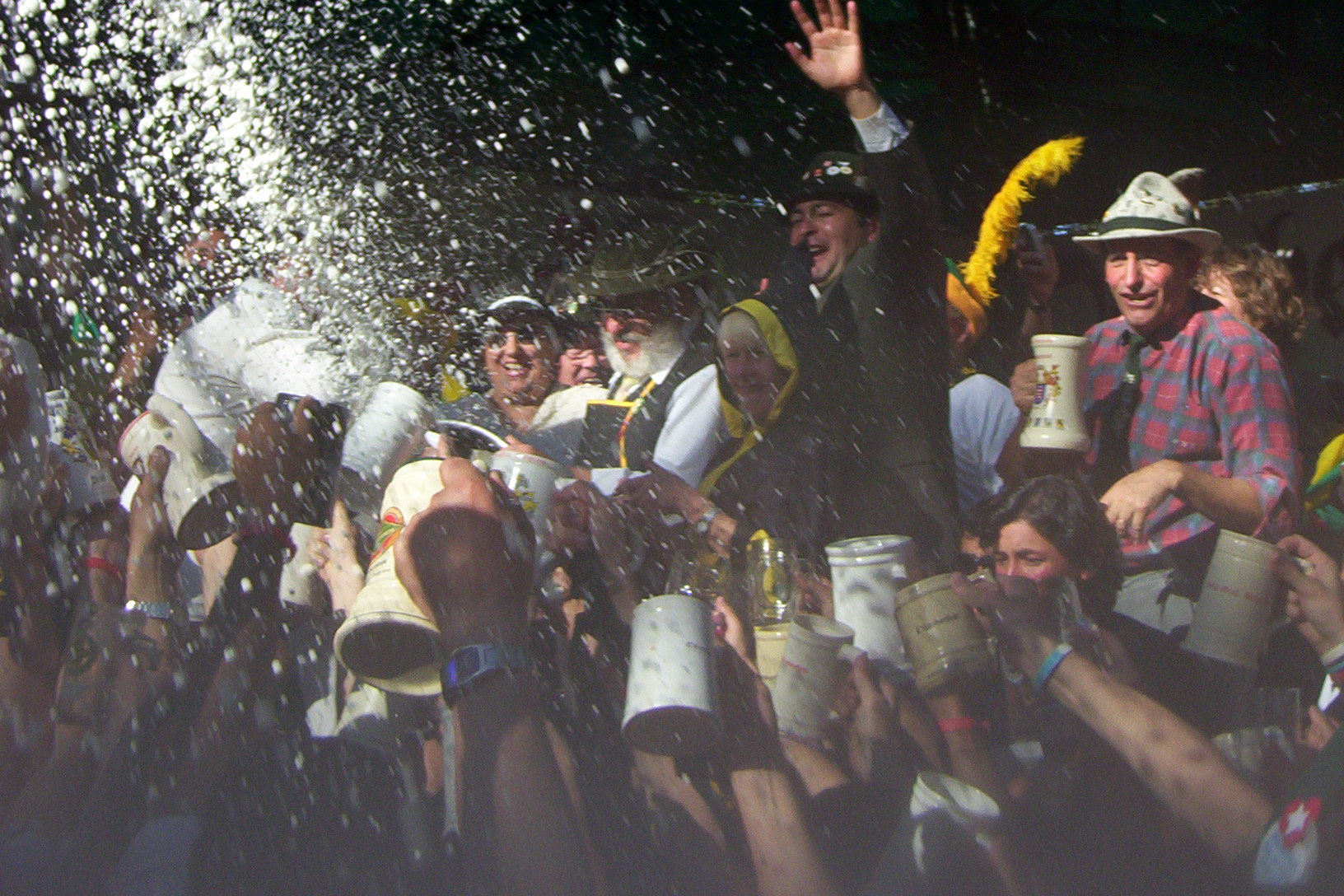
Oktoberfest en Villa General Belgrano

- Oktoberfest de Villa General Belgrano
- Kerb (deriva del alemán Kirchweih; Kirche significa iglesia y Weih, bendición -fiesta del Santo Patrono-)
- Schlachtfest (fiesta de la carneada)
- Kreppelfest (fiesta de la Torta Frita, llevada a cabo a nivel provincial)
- Füllselfest (Füllsel se refiere a una especie de budín de pan; literalmente significa relleno en referencia a que antiguamente se utilizaba como relleno de algunas comidas, puede aparecer mal escrito como Füllsenfest)

### Idioma
En la actualidad la mayoría de los descendientes de alemanes en Argentina tienen al español como su lengua materna, aunque además de este, muchos conservan como segundo o tercer idioma el alemán, o algún dialecto derivado de este. Si bien hoy en día el español ha ganado terreno sobre el alemán, el idioma de conexión entre los germano-argentinos sigue siendo el alemán, en la actualidad conocido como alemán estándar (Hochdeutsch). Asimismo, en Argentina las diversas comunidades germanófonas utilizan sus variedades dialectales debido a la extensa geografía lingüística del idioma, de donde provinieron los numerosos inmigrantes, procedentes de diferentes lugares de origen y dialecto. Cabe destacar que a esto, se le suman dialectos que fueron evolucionando ya en territorio argentino, dando lugar así a lenguas alemánicas nacidas en el país sudamericano como el alemán suizo de Argentina, Belgranodeutsch, etc.
Hoy en día, alrededor de la mitad de los germano-argentinos no cultivan el alemán como lengua materna; exceptuando en las colonias de alemanes del Volga de Entre Ríos, Buenos Aires, Chaco y La Pampa, donde en las familias y en las casas se habla habitualmente el dialecto alemán traído de Europa (alemán del Volga o francorenano). Sin embargo, más de 1,8 millones de argentinos hablan alemán, con lo cual es actualmente la cuarta lengua más hablada en la Argentina. En el país, los descendientes de los colonos hablan dialectos como suavo (Schwäbisch), falsico (Pfälsisch) y del Volga (Wolgadeutsche o Rheinfränkisch), que se encuentran entre los más hablados por mayoría de hablantes de ese origen.[cita requerida]
Otra lengua hablada es el plautdietsch, también conocido como bajo alemán o bajo alemán menonita, principalmente en las colonias menonitas en distintos puntos del país, aunque principalmente en la provincia de La Pampa, el corazón de la colonización menonita en Argentina.

## Colonias alemanas en Argentina

### Provincia de Buenos Aires (en su interior)

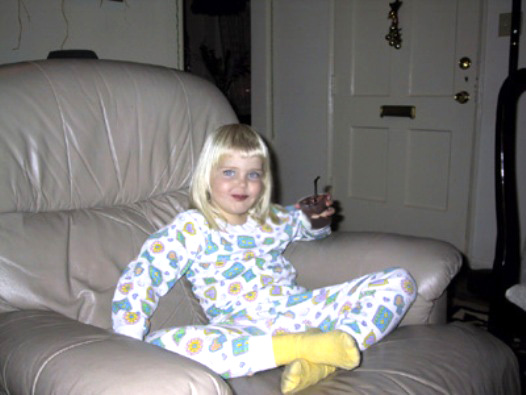
Niña de Coronel Suárez, Argentina tomando mate. En esta ciudad, la mayoría de los argentinos son descendientes de alemanes del Volga

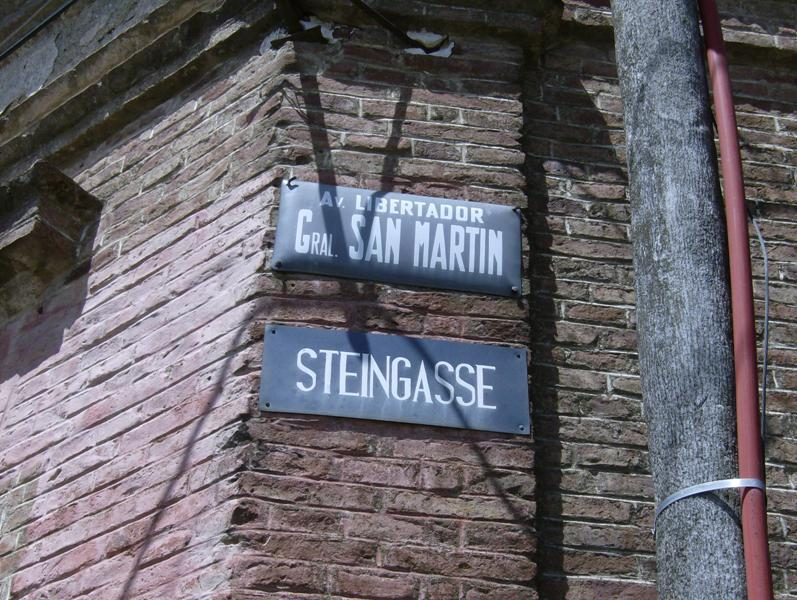
Señalización bilingüe en San José o Colonia Dos, Coronel Suárez

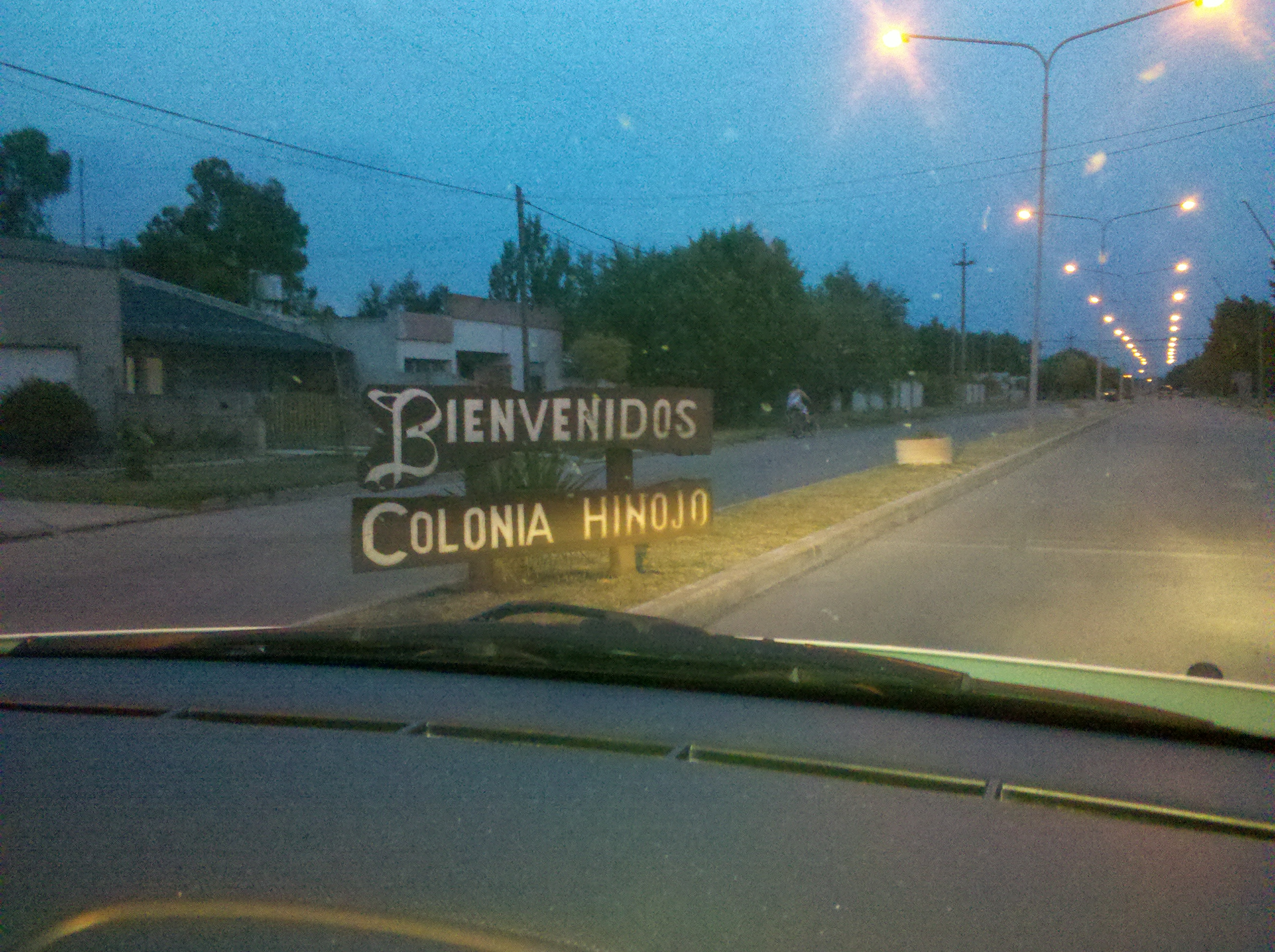
Entrada a Colonia Hinojo

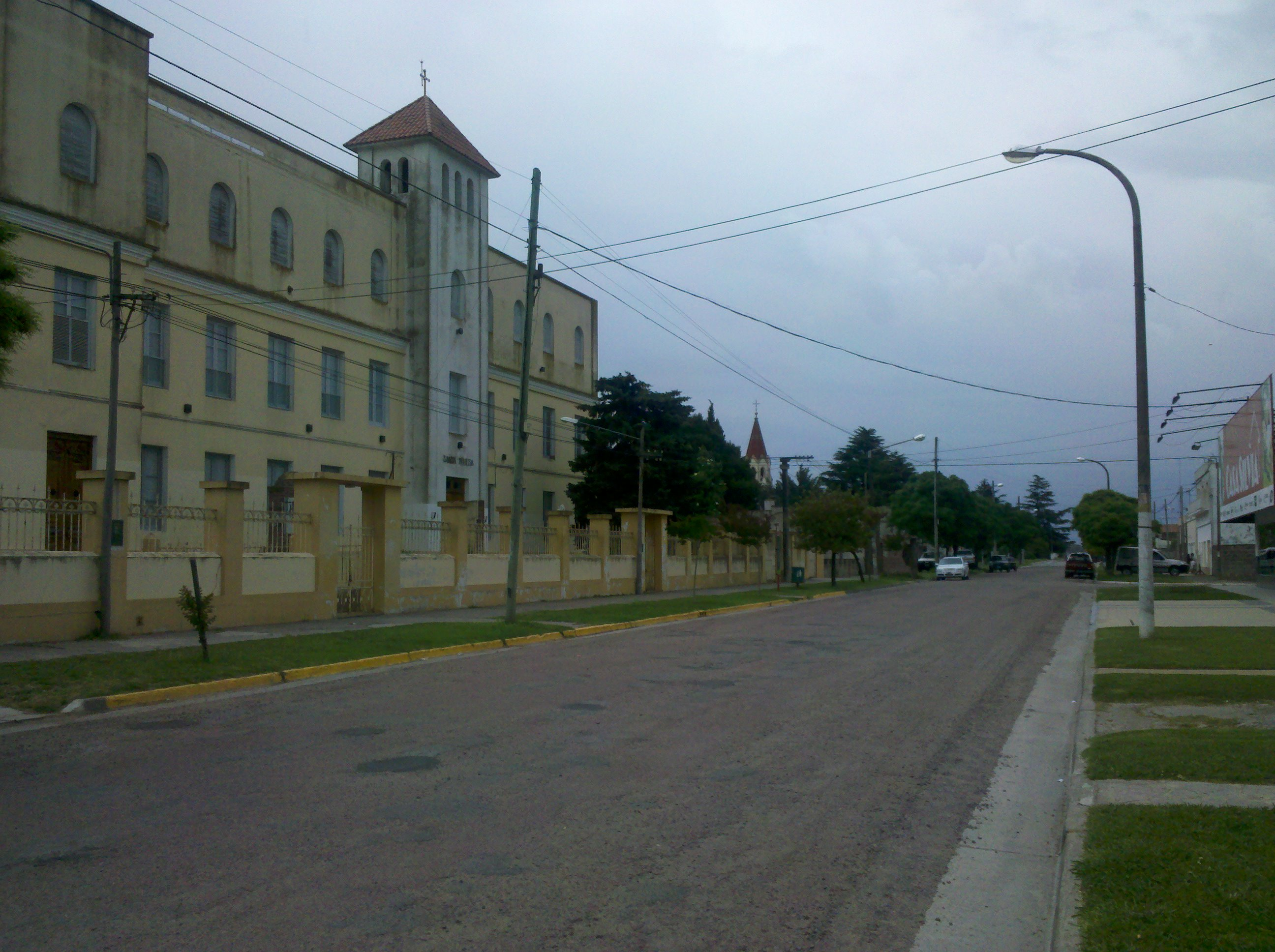
Colegio primario y secundario Santa Teresa

- Colonia Hinojo (5 de enero de 1878). Originalmente llamada Colonia Santa María. Entre los colonos la llamaban Kamenka
- Colonia San Miguel (1881). Entre los colonos la llamaban Dehler
- Colonia Nievas (1885). Entre los colonos la llamaban Holtzel
- Santa Trinidad o Colonia Uno (1887). Entre los colonos la llamaban Hildmann Partido de Coronel Suárez
- San José o Colonia Dos (1887). Entre los colonos la llamaban Dehler. Partido de Coronel Suárez
- Santa María o Colonia Tres (1887). Entre los colonos la llamaban Kamenka. Partido de Coronel Suárez
- Mar del Sud (1889). Fundada como "Boulevard Atlántico" por Carlos Mauricio Schweitzer, colono austrohúngaro de origen germano-suizo. En Mar del Sud se asentaron varios alemanes junto con inmigrantes croatas y eslovenos[32]
- Colonia Santa Rosa (1902)
- San Miguel Arcángel (1903)
- Colonia Monte La Plata (1906). Partido de Villarino.
- Tornquist
- Colonia San Martín, Partido de Saavedra
- Villalonga
- Stroeder
- Bahía Blanca
- Tres Arroyos
- Trenque Lauquen
- Cariló
- Olavarría
- Coronel Suárez
- Mayor Buratovich
- Carhué
- Villa Gesell (1931)

### Provincia de Chaco
- Juan José Castelli
- Charata
- Coronel Du Graty

### Provincia de Córdoba
- Colonia Santa María
- Villa General Belgrano (1930)
- La Cumbrecita
- Villa Berna
- Villa Alpina
- Villa María (con inmigrantes italianos e ingleses)
- Colonia Bismarck
- Colonia Bremen
- Corral de Bustos
- Miramar
- Silvio Pellico (con inmigrantes italianos)
- Brinkmann
- Noetinger
- Mina Clavero
- Onagoity
- Achiras

### Provincia de Corrientes
- Colonia Liebig's
- Mocoretá
- Herlitzka

### Provincia de Entre Ríos
- Colonia General Alvear (21 de julio de 1878), incluye las siguientes 5 aldeas:
- Aldea Valle María (entre los colonos la llamaban Marienthal)
- Aldea Spatzenkutter
- Aldea Salto (Kehler)
- Aldea San Francisco (Pfeiffer)
- Aldea Protestante
- Aldea Brasilera (28 de octubre de 1879)
- Aldea María Luisa (1887)
- Aldea Santa María (4 de junio de 1887)
- Aldea San Juan (1889)
- Aldea San Antonio (Gualeguaychú) (1889)
- Aldea San Rafael (1888)
- Aldea Santa Rosa (1893)
- Santa Anita (14 de julio de 1900)
- Crespo
- Colonia Alemana
- Colonia Hocker
- Paraná
- Diamante
- Federación
- Colonia Merou (1886)
- Aldea Santa Celia[33] (1889)
- Aldea San Miguel[34] (1899)

### Provincia de La Pampa
- Colonia Santa María (1908)
- Colonia San José (1910)
- Guatraché (colonia alemana menonita)
- Quemú Quemú
- Eduardo Castex
- La Adela
- Winifreda (1915)
- Colonia Barón (1915)
- Santa Teresa (1921)

### Provincia de Misiones
- Comandante Andresito
- Eldorado
- Leandro N. Alem
- Colonia Aurora
- Oberá

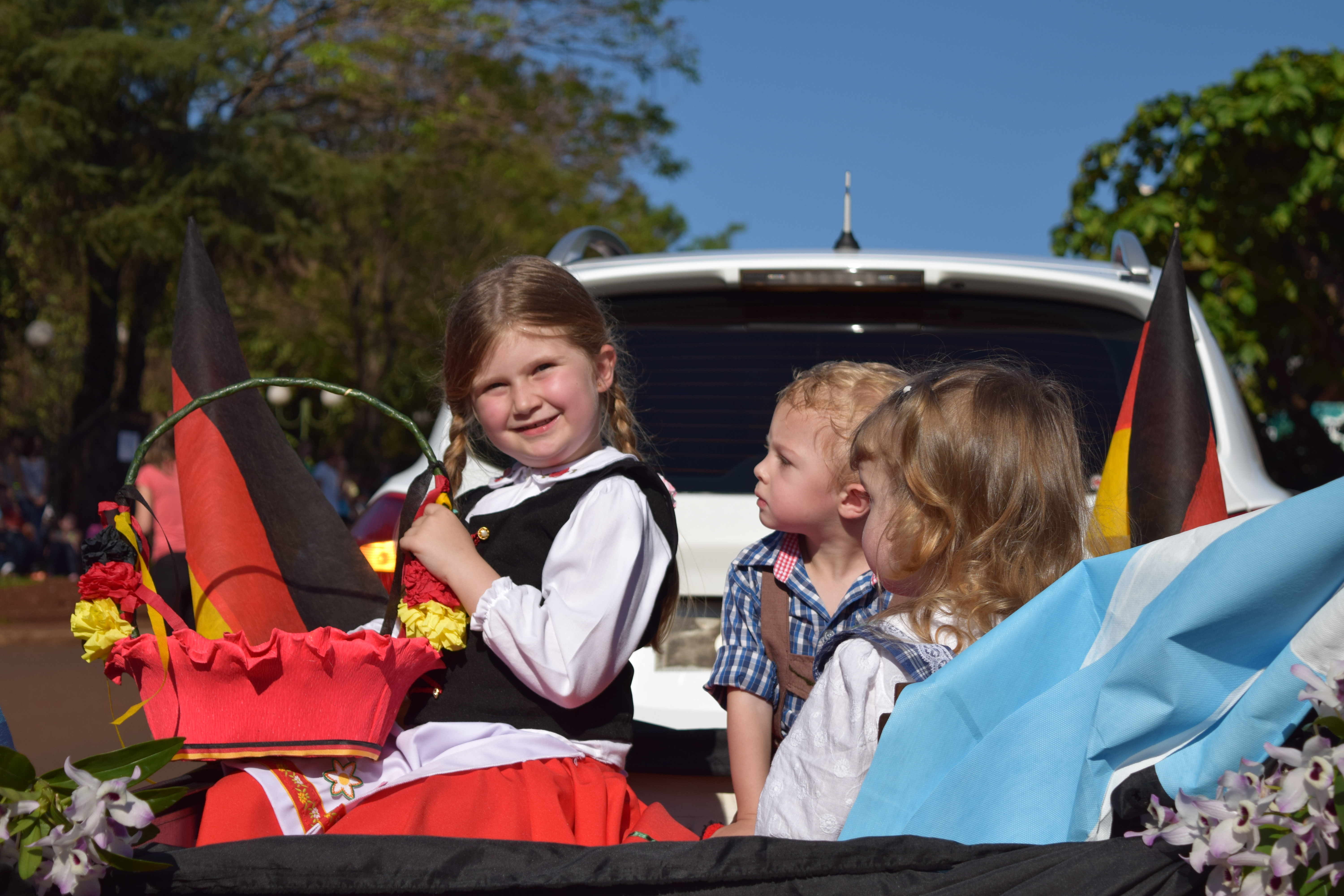
Argentina - Misiones - Oberá - Fiesta del Inmigrante 2014 - Desfile Inaugural 23

- Montecarlo (fundado por alemanes étnicos protestantes nacidos en Brasil)
- Puerto Rico (fundado por alemanes étnicos católicos nacidos en Brasil)

### Provincia de Neuquén
- San Martín de los Andes (1898)
- Villa La Angostura
- Villa Traful (1936)

### Provincia de Río Negro
- San Carlos de Bariloche  (1895)
- Colonia Paso Flores

### Provincia de Santa Fe
- Colonia San Carlos
- San Jerónimo Norte
- Esperanza (primera colonia agrícola organizada del país con alemanes y germanosuizos)

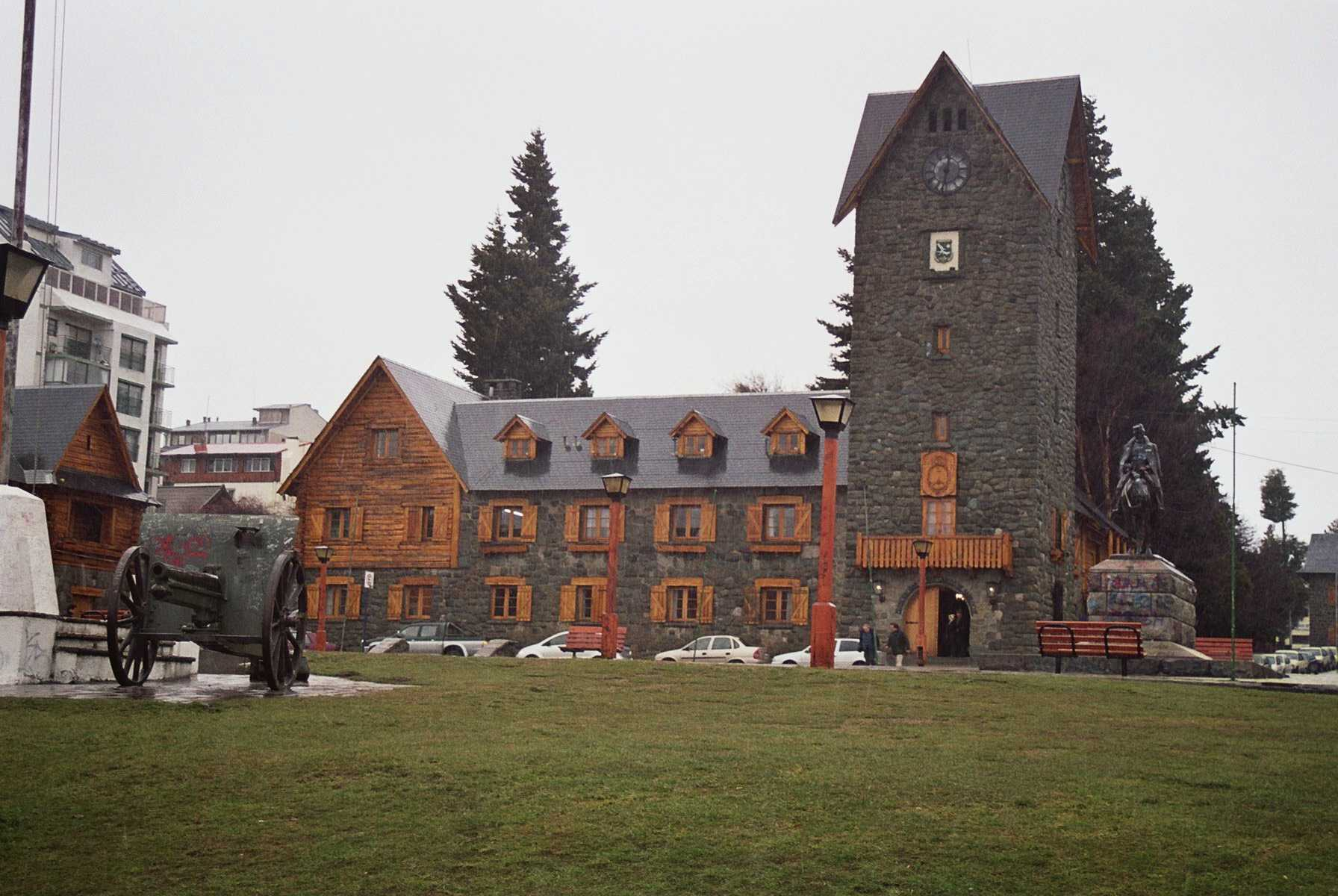
Arquitectura germánica en San Carlos de Bariloche.

- Franck
- Gödeken
- Humboldt
- Lehmann
- Romang
- Bernstadt-Roldán (germano-suizos)
- Helvecia (germano-suizos)
- Rafaela (germano-italianos)
- San Justo (germano-italianos)